# Терёхина, Ольга Анатольевна
О́льга Анато́льевна Терёхина (р. 6 апреля 1986, Обнинск, Калужская область, СССР) — российская волейболистка.

## Биография
Воспитанница обнинской волейбольной школы, выпускница СДЮСШОР по волейболу Александра Савина. Спортивную школу начала посещать в восьмилетнем возрасте.
Выступала за команды: 2003—2006 — «Смолянка» (Смоленск), 2006—2011 — «Обнинск», с 2011 — «Омичка» (Омск).
Амплуа — либеро.
Кандидат в мастера спорта России.

### Семья
- Мать — Лариса Терёхина
- Сестра — Алёна Петрушина

## Достижения
- Бронзовый призёр чемпионатов России (2013, 2014).
- Победитель и неоднократный призёр Кубка Сибири и Дальнего Востока.
- Победитель VI международного турнира «Кабардина-2011» (Болгария)[1]